# Kinel
Huyện Kinel (tiếng Nga: ? райо́н) là một huyện hành chính tự quản (raion), của Tỉnh Samara, Nga. Huyện có diện tích 15 km², dân số thời điểm ngày 1 tháng 1 năm 2000 là 34500 người. Trung tâm của huyện đóng ở Kinel'.